# Yves Devernay

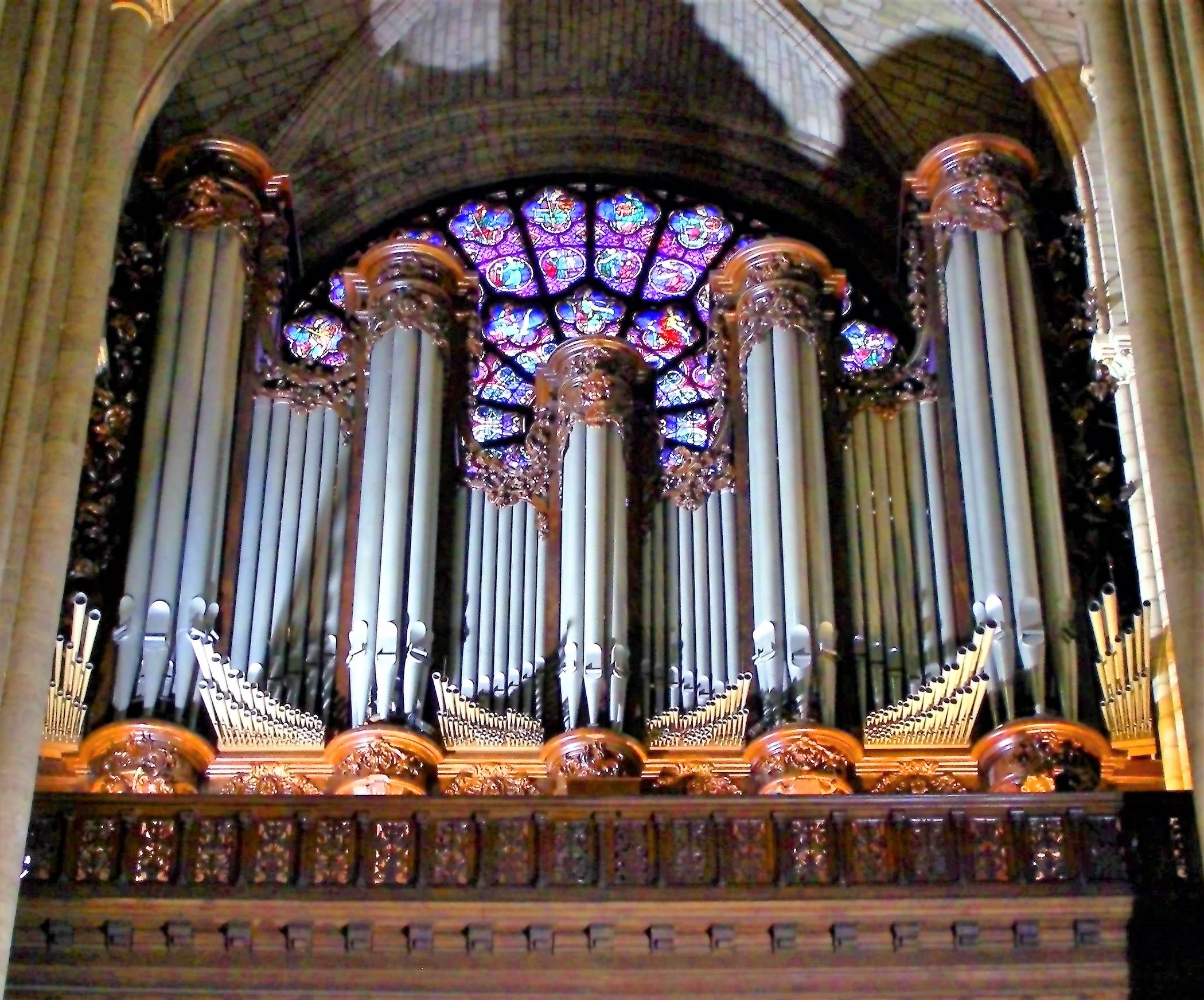
Grandes-línguas de Notre-Dame de Paris

Yves Devernay (Tourcoing, 9 de maio de 1937 - Tourcoing, 10 de dezembro de 1990) foi um organista, improvisador e compositor francês do século XX.

## Biografia

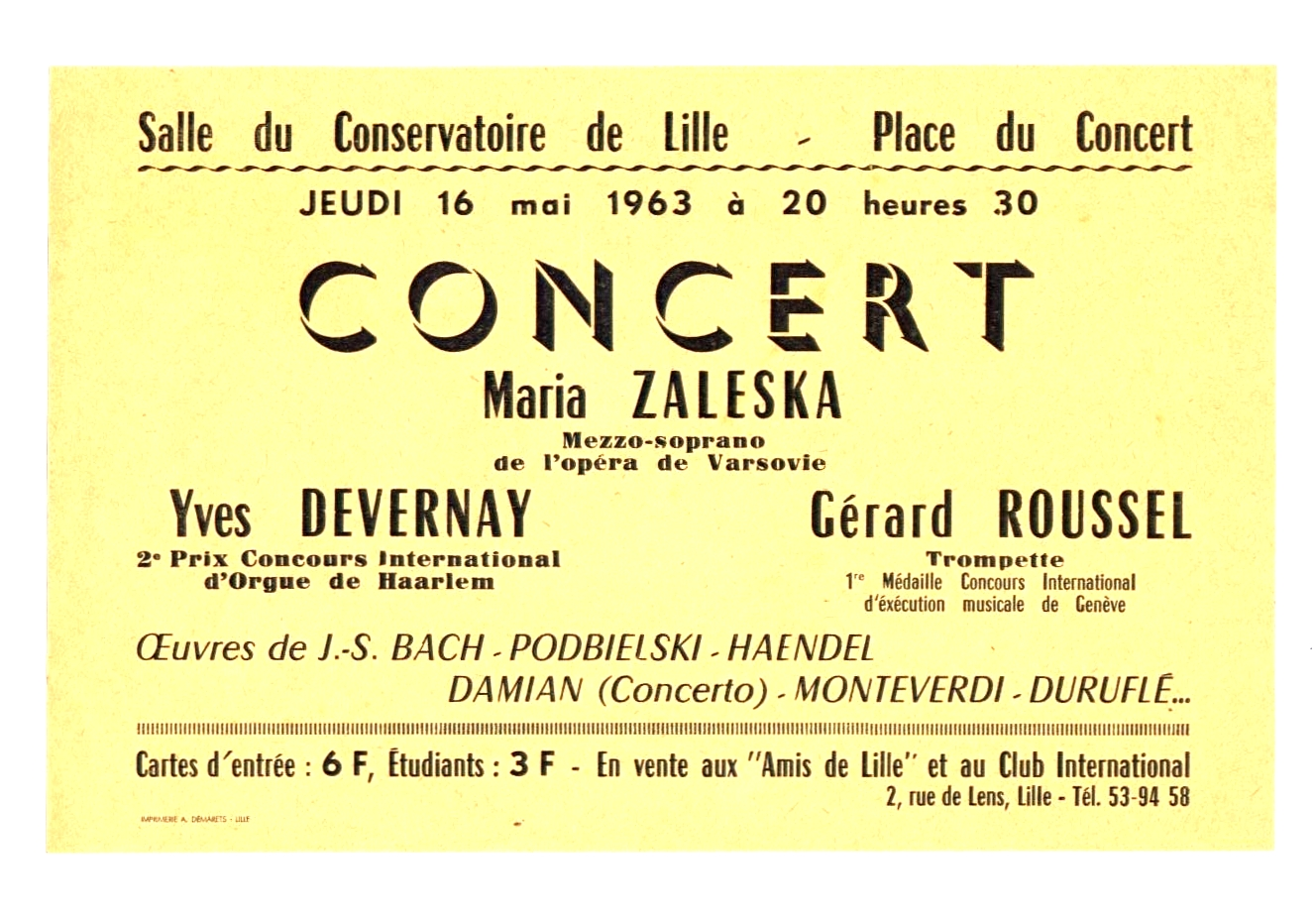
Folheto anunciando o concerto do Club International com Yves Devernay

Primeiro aluno de Jeanne Joulain no conservatório de Roubaix, em 1958, ingressou na turma de Rolande Falcinelli no Conservatório de Paris, depois de passar um ano no conservatório de Lille. Laureado do Prêmio do Órgão em 1961, ele também estudou brevemente com Marie-Claire Alain e venceu várias competições internacionais, incluindo o Grand Prix de Chartres em 1971, empatado com Daniel Roth.
Professor de órgão nos conservatórios de Roubaix e Valenciennes, ele também era um organista virtuoso, com uma ótima técnica combinada com um inegável talento para a improvisação. Nomeado em 1985 co-titular dos órgãos de Notre-Dame de Paris, ao lado de Olivier Latry, Philippe Lefèbvre e Jean-Pierre Leguay, após a morte de Pierre Cochereau, ele também foi o organista titular da Église Saint-Christophe de Tourcoing de 1965.
Em 10 de dezembro de 2010, uma placa foi afixada na entrada do cemitério da cidade de Mouvaux, onde ele repousa.
Durante 40 anos, seu tio Édouard Devernay tocou o órgão da igreja de Notre-Dame-des-Victoires em Trouville-sur-Mer (Calvados), de 1912 a 1952).

## Trabalho
- Várias peças para coro e órgão
- 2 concertos para órgão e orquestra
- Balada para oboé e órgão
- Diálogo para piano e órgão

## Bibliografia

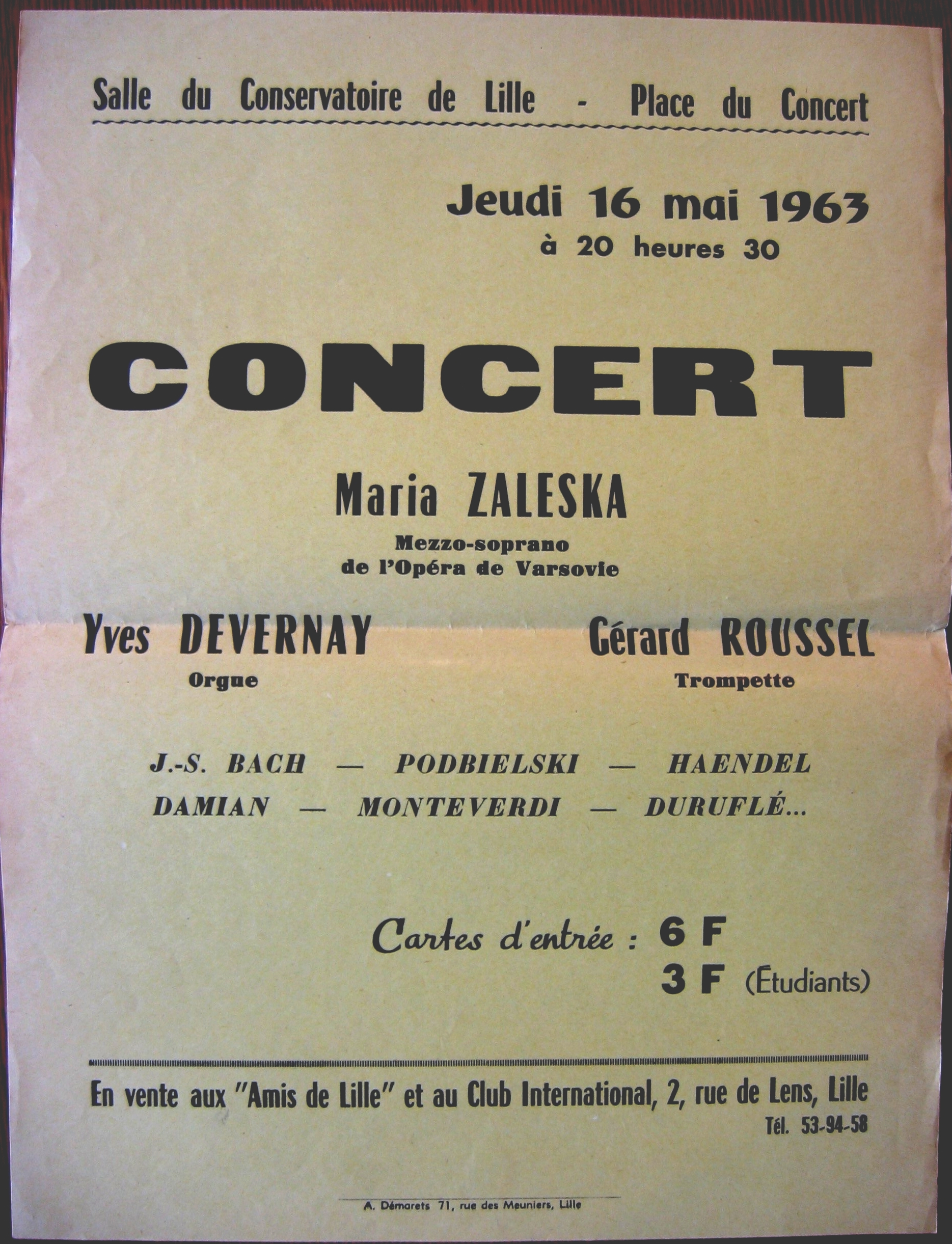
Cartaz do show dado com a ajuda de Yves Devernay, organizado em Lille pelo le Club International.

## Discografia
- Homenagem a Yves Devernay - Inauguração do Grande Palácio de Notre-Dame de Paris, 4 de dezembro de 1992. - CD Ref .: JM 003 - ADD

1. Improvisation "néo-classique" (classificação de 24 de janeiro de 1988); 2. O. Messiaen (1908-1992): Transportes de joie (despacho de 11 de março de 1990); 3. Improvisação: paráfrase no tema de Nabucco de Verdi (concerto privado em 31 de março de 1987); 4. F. Liszt (1811-1886): Prélude et fugue sur BACH (despacho de 20 de março de 1988). Produção: Comunicação visual.
- Yves Devernay nas grandes línguas da Catedral de Notre-Dame de Paris - CD Ref.: 16 214 Mitra Digital

CM. Widor: Extrato Allegro da Quinta Sinfonia; E. Devernay: O Milagre da Tempestade ; M. Duruflé: Prélude et Fugue no nom d'Alain ; J. Guillou: Sinfonietta; J. Langlais: Nazard, extrato da suíte francesa; M. Dupré: Variations sur un noël ; E. Gigout: Toccata.
- Yves Devernay - Improvisações em Notre-Dame de Paris - CD Réf.: D2892 SM 63) Studio SM

Improvisações durante os serviços (entradas, ofertas, comunhões, saídas, vésperas)